# Houle (Geomorphologie)
|                                                 | Dieser Artikel wurde im Portal Geowissenschaften zur Verbesserung eingetragen. Hilf mit, ihn zu bearbeiten, und beteilige dich an der Diskussion! |
| Vorlage:Portalhinweis/Wartung/Geowissenschaften | |

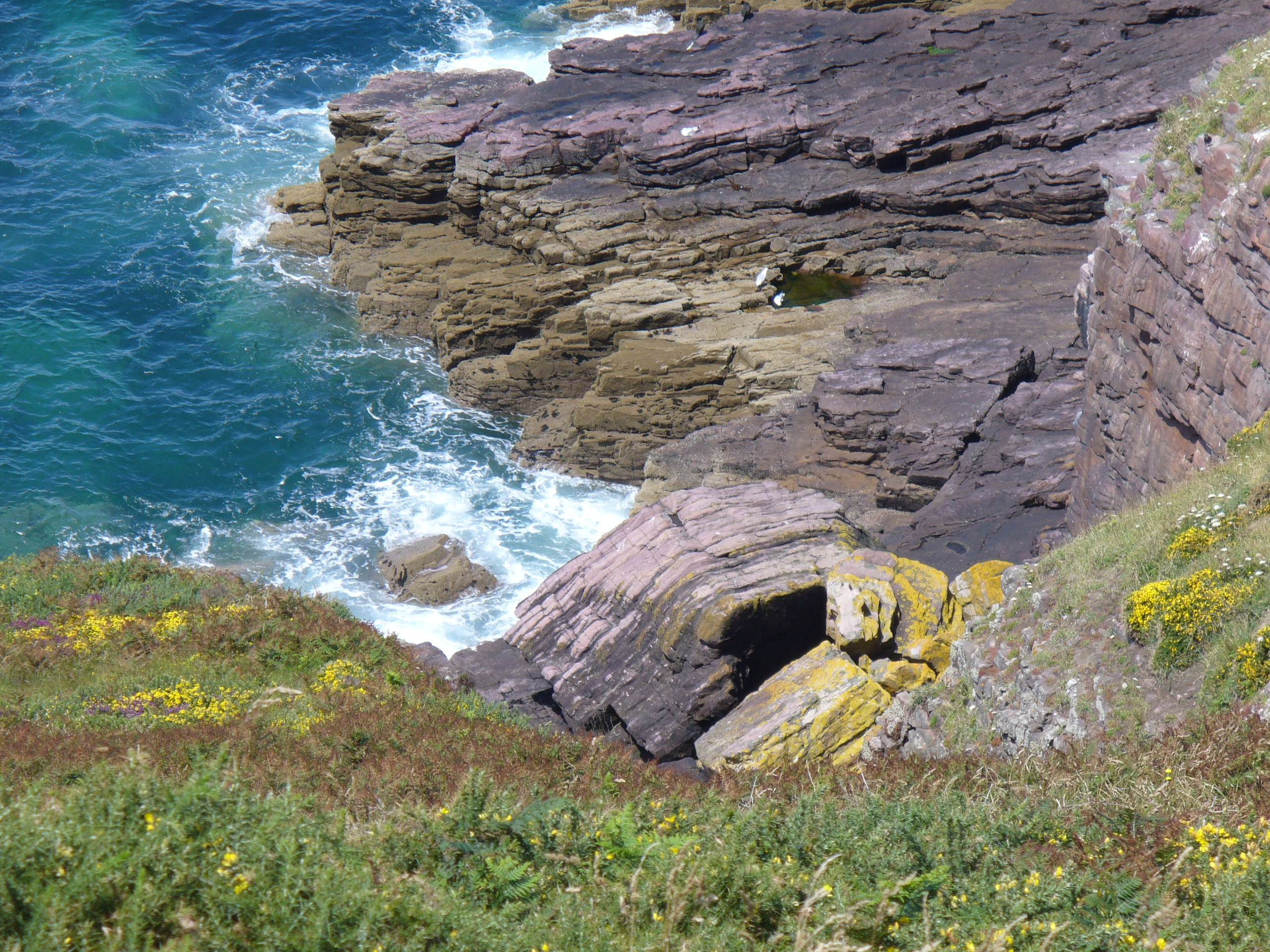
Der Legende nach leben die Fées des Houles in Meereshöhlen, wie man sie etwa in den Klippen des Cap Fréhel findet.

Eine Houle, gelegentlich auch als Goule bezeichnet, ist eine besondere Art von Höhle oder Grotte, die typischerweise in Felsformationen entlang der Meeresküste oder in Uferbänken von Flüssen zu finden ist. Besonders verbreitet ist dieser Begriff in der Normandie, auf den Kanalinseln und an der Nordküste der Haute-Bretagne. Die Houles sind tief in der regionalen Folklore verwurzelt, da sie als Wohnort mythischer Wesen wie der Fées des Houles (Grottenfeen), der Fions und der Jetins gelten.

## Etymologie
Der Begriff „Houle“ hat seinen Ursprung im normannischen Dialekt und hat sich von dort in die angrenzenden Regionen verbreitet. In verschiedenen normannischen Wörterbüchern finden sich leicht abweichende Definitionen, die aber alle ähnlich sind. So wird der Begriff beispielsweise als „Hohlraum, in dem sich Fische verstecken“ oder als „Loch, Höhle, besonders in Felsen“ gedeutet.
Die sprachliche Wurzel des Wortes lässt sich auf das altnordische Wort hol zurückführen, das „Hohlraum“ heißt. Diese Verbindung lässt den historischen Einfluss der Wikinger in der Region erkennen. Ab dem 15. Jahrhundert wurde es auch für die Wellenbewegung des Meeres verwendet und im 18. Jahrhundert bezeichnete es die Wellen, die das Meer gegeneinander treibt.

## Geographische Verbreitung
Obwohl der Begriff „Houle“ hauptsächlich mit der Normandie in Verbindung gebracht wird, findet man diese Formationen auch in anderen Küstenregionen Frankreichs. Insbesondere an der Nordküste der Bretagne gibt es einige bekannte Beispiele, wie die Houle in Cancale oder der Hafen La Houle Causseul in Saint-Jacut-de-la-Mer.
Die geographische Verbreitung der Houles spiegelt sich auch in zahlreichen Ortsnamen der Normandie und der nördlichen Bretagne wider, die den Begriff „Houle“ oder verwandte Formen enthalten.

## Houles im Volksglauben

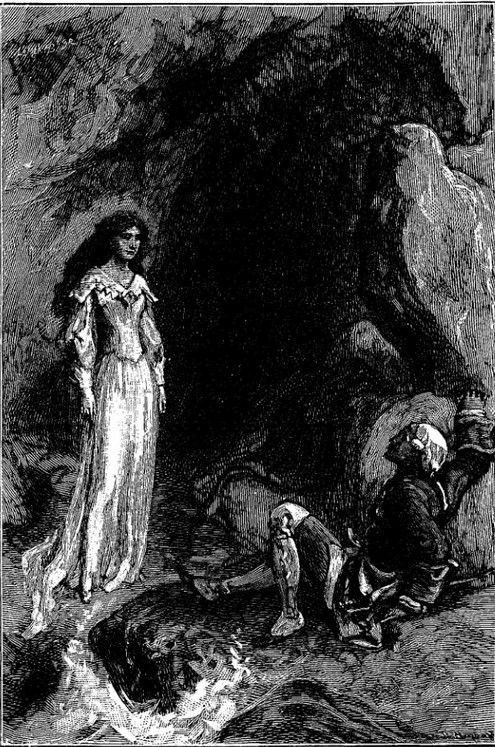
Illustration der Erzählung La fée des Houles, die von Paul Sébillot gesammelt und 1883 in den Contes de terre et de mer veröffentlicht wurde

Houles werden oft als geheimnisvolle Orte beschrieben, an denen Illusionen und übernatürliche Phänomene an der Tagesordnung sind. Diese Vorstellungen werden durch den Glauben an die dort lebenden Fabelwesen noch verstärkt. Ein faszinierender Aspekt vieler Houles ist ihr scheinbar trügerisches Erscheinungsbild: Ein winziger Eingang kann, so die Legenden, in eine riesige Anderswelt führen.
Die glitzernde Erscheinung mancher Houles, die auf Glimmerablagerungen zurückzuführen ist, hat möglicherweise zur Entstehung von Geschichten über verborgene Schätze und magische Wesen beigetragen. Ein besonders bekanntes Beispiel ist die Houle de Poulifée in Plévenon, die der Folklore zufolge reich ausgestattet ist und sogar eine Kapelle beherbergen soll. Die Phantasie der Menschen hat die Ausmaße dieser Höhlen oft ins Unermessliche gesteigert, wie im Fall der Houle de Chêlin, die angeblich 50 Kilometer lang sein und sich bis zur Stadt Lamballe erstrecken soll.